# قسم دابوي الجنوبي الريفي (مقاطعة آمل)
قسم دابوي الجنوبی الريفي (بالفارسية: دهستان دابوی جنوبی) هي قسم تقع في إيران في ناحية دابودشت. يقدر عدد سكانها بـ 37,796 نسمة .